# 廣州醫藥集團
廣州醫藥集團有限公司，簡稱廣藥集團，是廣州市人民政府授權經營管理國有資產的國有獨資公司，是中国最大的中医药生产企业，旗下拥有因1956年公私合营而取得的十二个广东中医药老字号品牌。

## 历史
成立於1996年10月。廣州醫藥集團現在控股一間上市公司，是广州白云山医药，在香港和上海上市。集團還擁有一批全資和參股子公司。
2021年，在《财富》世界500强榜单中首次上榜，排名第468位。
2023年2月23日，广药集团成立鼻咽清毒颗粒科研基金，以便开展该领域科研工作。

## 旗下品牌
- 白云山：原广州市白云山制药总厂
  - 白云山陈李济（原广州陈李济制药厂，2012年划入白云山旗下）
  - 白云山中一药业（原广州中药一厂）
  - 白云山敬修堂
  - 白云山星群
  - 白云山奇星药业
  - 白云山潘高寿
  - 白云山明兴
  - 白云山光华制药（禾穗牌）
  - 白云山何济公
- 王老吉：原广州羊城药业股份有限公司（前身为王老吉药厂）
- 采芝林：原广州市药材公司
- 康美药业：2021年重组，由集团旗下控股合伙企业神农氏合伙企业控股[3]

## 外部連結
- 廣州醫藥集團有限公司 （页面存档备份，存于）